# Грета Гюнт
Маргрете Воксхольт, відома як Грета Гюнт (1916, Осло — 2000, Лондон) — британська акторка, танцюристка та співачка норвезького походження.

## Біографія
Народилася 15 листопада 1916 року в Осло. Мати — Кірстен Воксхольт, працювала художницею по костюмах. Дитиною Маргрете переїхала з батьками до Великої Британії і з п'яти років почала займатися танцями. Незабаром сім'я повернулася в Норвегію, і Маргрете з 12 років почала виступати в кабаре-ревю Chat Noir. 
У 1934 році вперше з'явилася на екрані — у шведському фільмі Sången till henne. Після цього успіху 19-річна Воксхольт знову виїхала до Великої Британії. Там вона, за порадою свого агента, Крістофера Менна, з яким невдовзі одружилася, перефарбувала своє темне волосся в світле, зробивши це частиною свого іміджу. 
У другій половині 1930-х — першій половині 1940-х грала в малопомітних британських фільмах, але з кінця 1940-х стала з'являтися в великобюджетних стрічках. Амплуа — гламурна, смілива, сексуально розкріпачена жінка. Тоді конгломерат Rank Organisation, помітивши успішну акторку, спробував пропозиціонувати її як «британську Джин Гарлоу», але особливого успіху в цьому не домігся. На злеті своєї популярності акторка, яка взяла з кінця 1930-х псевдонім Грета Гюнт в честь класичного норвезького музичного твору «Пер Гюнт», поїхала шукати кінематографічної удачі в США, але швидко повернулася в Британію після провалу у фільмі «Три солдати» (1951). В кінці 1950-х кар'єра акторки була закінчена.

### Особисте життя
У шлюбі з кіноагентом Крістофером Менном з 1936 або 1937 дітей не мала, дата розлучення невідома. З Вілфредом Ентоні Джон Орчардом теж не мала дітей, дати шлюбу невідомі. Від третього чоловіка — Ноеля Джеймса Тревенена Голланда (дати шлюбу невідомі) у 1952 році народила сина. В шлюбі з пластичним хірургом Фредеріком Муром була до його смерті в 1983 році. Більше не одружувалась.
Грета Гюнт померла 2 квітня 2000 року в Лондоні.

## Вибрана фільмографія
За 29 років кар'єри в кіно (1934—1963) Грета Гюнт знялася в 60 фільмах і серіалах.